# Alp Grüm (Rhaetian vasútállomás)
Alp Grüm vasútállomás Svájcban, Poschiavo település közelében. Az állomás 2103 m tenger szint feletti magasságban helyezkedik el.

## Vasútvonalak
Az állomást az alábbi vasútvonal érinti:
- Bernina-vasút

## Kapcsolódó állomások
A vasútállomáshoz az alábbi állomások vannak a legközelebb:
- Ospizio Bernina
- Cavaglia (Rhaetian vasútállomás)